# Espaçador interno transcrito
Espaçador interno transcrito refere-se a um pedaço de RNA não-funcional  situado entre RNAs ribossomais (rRNA) estruturais em um RNA precursor comum. A comparação de sequências da região do espaçador interno transcrito é amplamente utilizado na taxonomia e filogenia molecular.